# St. Nazarius (Lorsch)

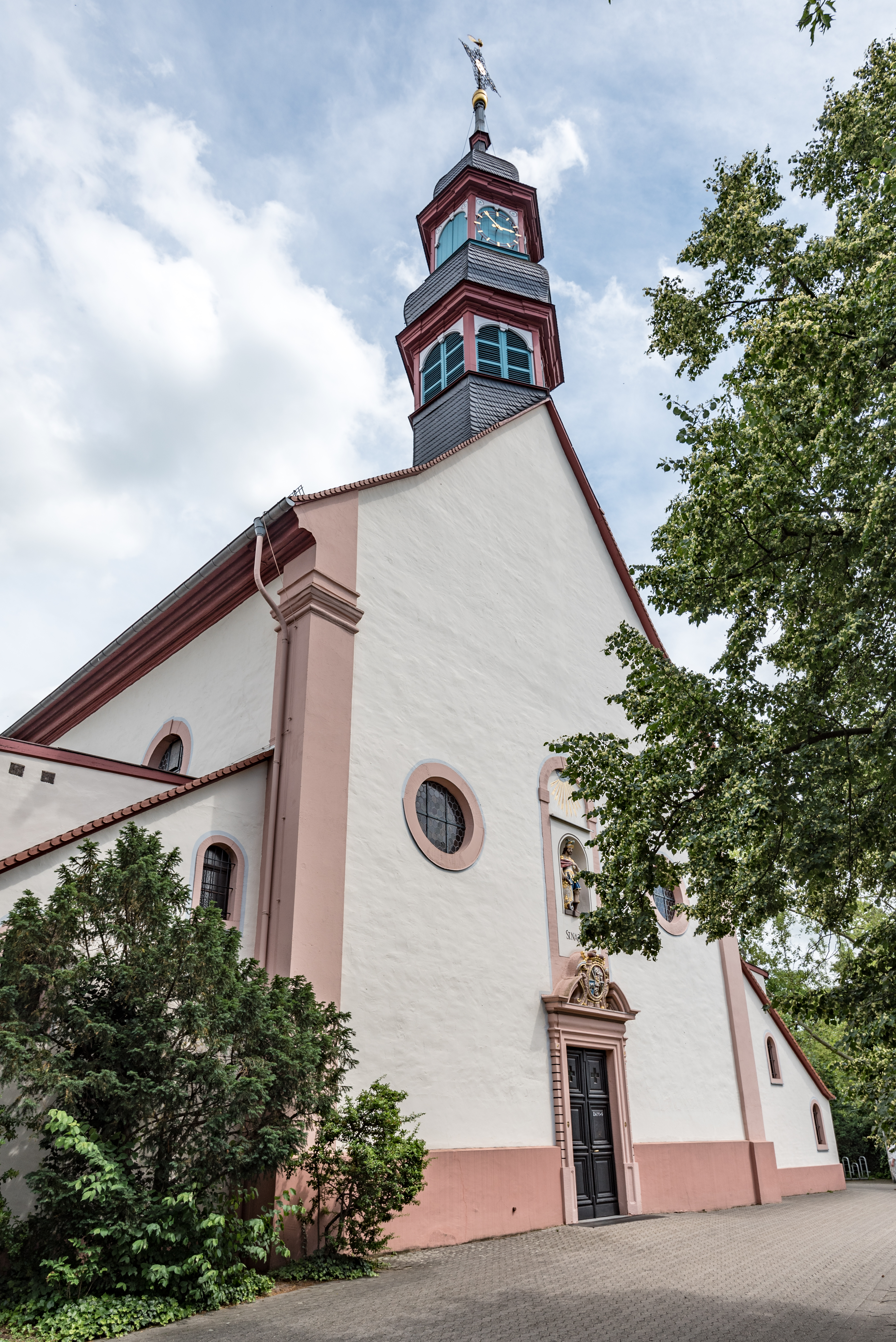
Außenansicht der katholischen Kirche St. Nazarius in Lorsch von Nordwesten

Die römisch-katholische Kirche St. Nazarius ist ein denkmalgeschütztes Kirchengebäude in Lorsch, einer Kleinstadt im Landkreis Bergstraße in Südhessen. Die barocke Basilika steht unter dem Patrozinium des Heiligen Nazarius. Seit dem 1. Januar 2024 ist sie Pfarrkirche der Pfarrei „Heilige Edith Stein Lorsch-Einhausen“, die zur Region Südhessen im Bistum Mainz gehört.

## Geschichte
Die heutige Kirche wurde von 1725 bis 1726 als einschiffige Saalkirche im Stil des Barocks nach Plänen von Johannes Weydt aus Mainz errichtet. Ihr Vorgängerbau war in den Jahren der Reformation und des Dreißigjährigen Krieges zunehmend verfallen, weshalb man sich für seinen Abriss und die Realisierung eines Kirchenneubaus entschied. Die Bauarbeiten wurden von den Baumeistern Ignatius Bohrer aus Mainz und Georg Schneller aus Lorsch geleitet. Für die Stuckarbeiten im Innenraum zeichnete Johann Georg Stubenrauch aus Lorsch verantwortlich. In den Jahren 1727 und 1728 wurde die Kirche um einen Dachreiter ergänzt. Sie wurde erst 27 Jahre nach ihrer Fertigstellung, am 9. September 1753, geweiht und dem Patrozinium des Heiligen Nazarius unterstellt.
Von 1929 bis 1930 wurde St. Nazarius durch den Anbau zweier Seitenschiffe von einer einschiffigen Saalkirche zu einer dreischiffigen Basilika umgebaut. Die Pläne für die Erweiterung der Kirche hatten die aus Lorsch stammenden Architektenbrüder Hans und Christoph Rummel angefertigt. Nach Abschluss aller Bauarbeiten wurde die Kirche am 6. September 1930 erneut geweiht und dem Schutz des Heiligen Nazarius anvertraut.

## Bildergalerie

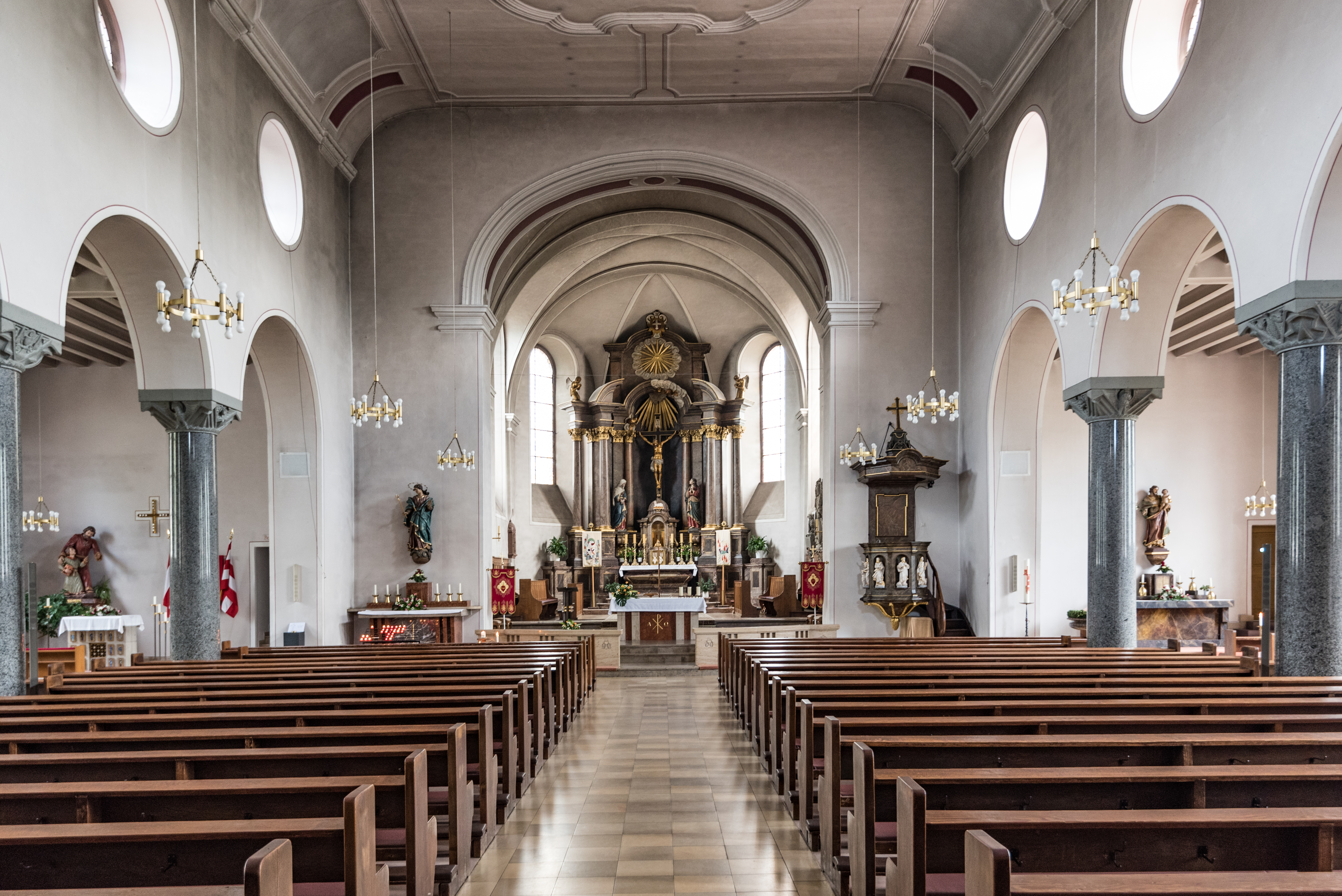
Innenansicht der Kirche mit Blick zum Altarraum
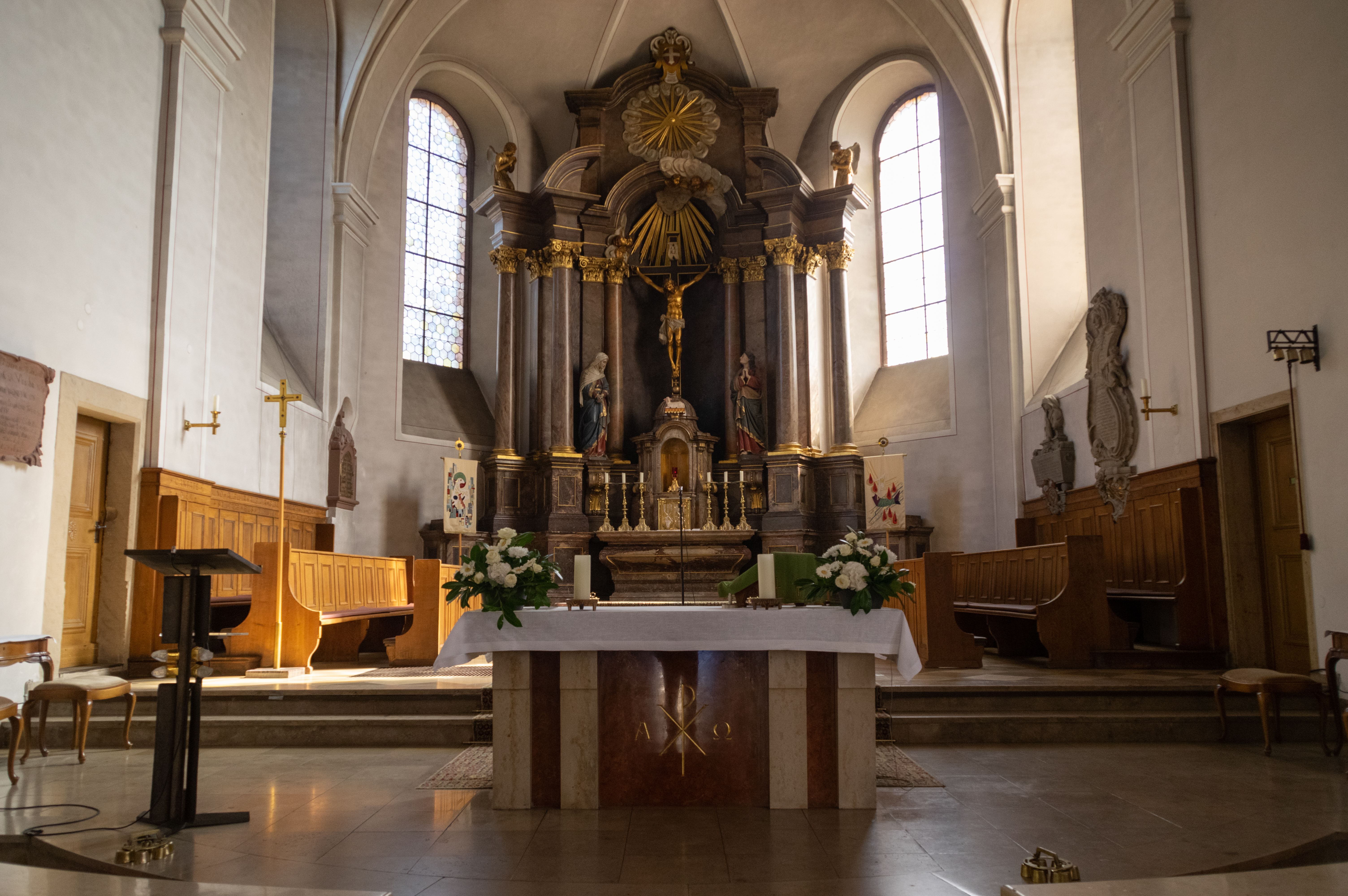
Altarraum von St. Nazarius
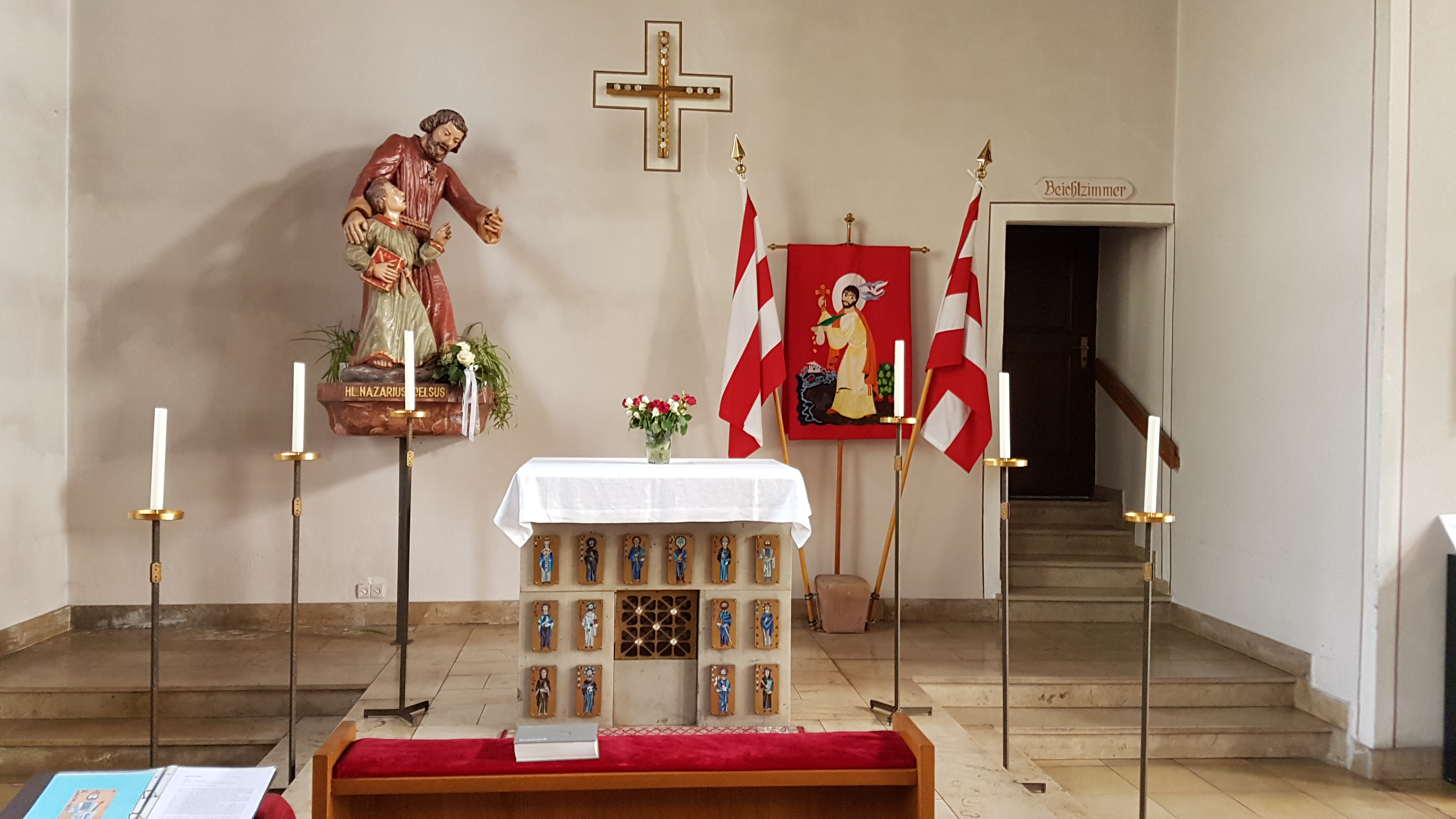
Nazariusaltar mit Reliquien des Heiligen im linken Seitenschiff, dahinter eine Statue von Nazarius und Celsus
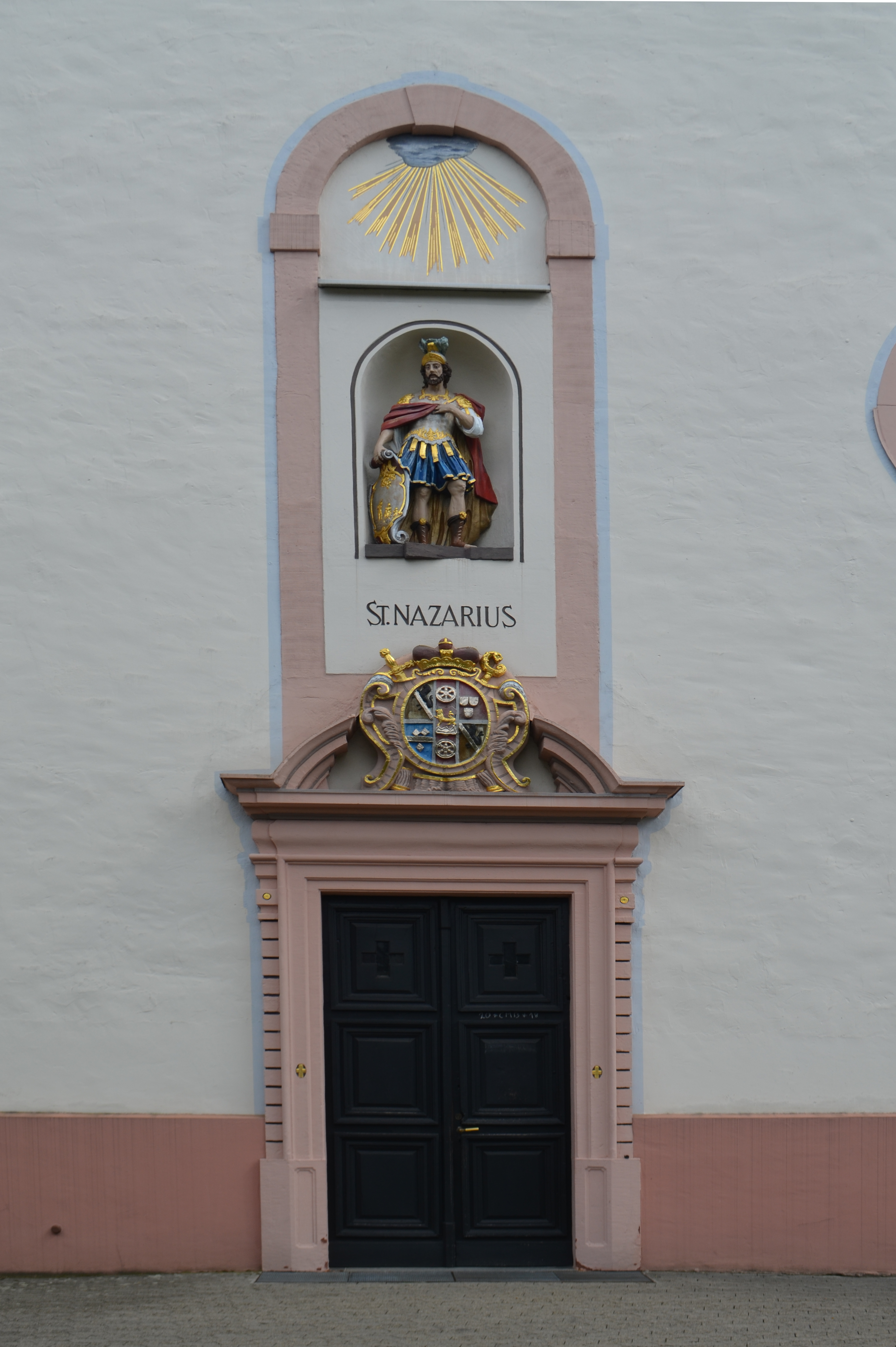
Westportal mit Nazariusstatue und dem Wappen seines Stifters, Bischof Lothar Franz von Schönborn
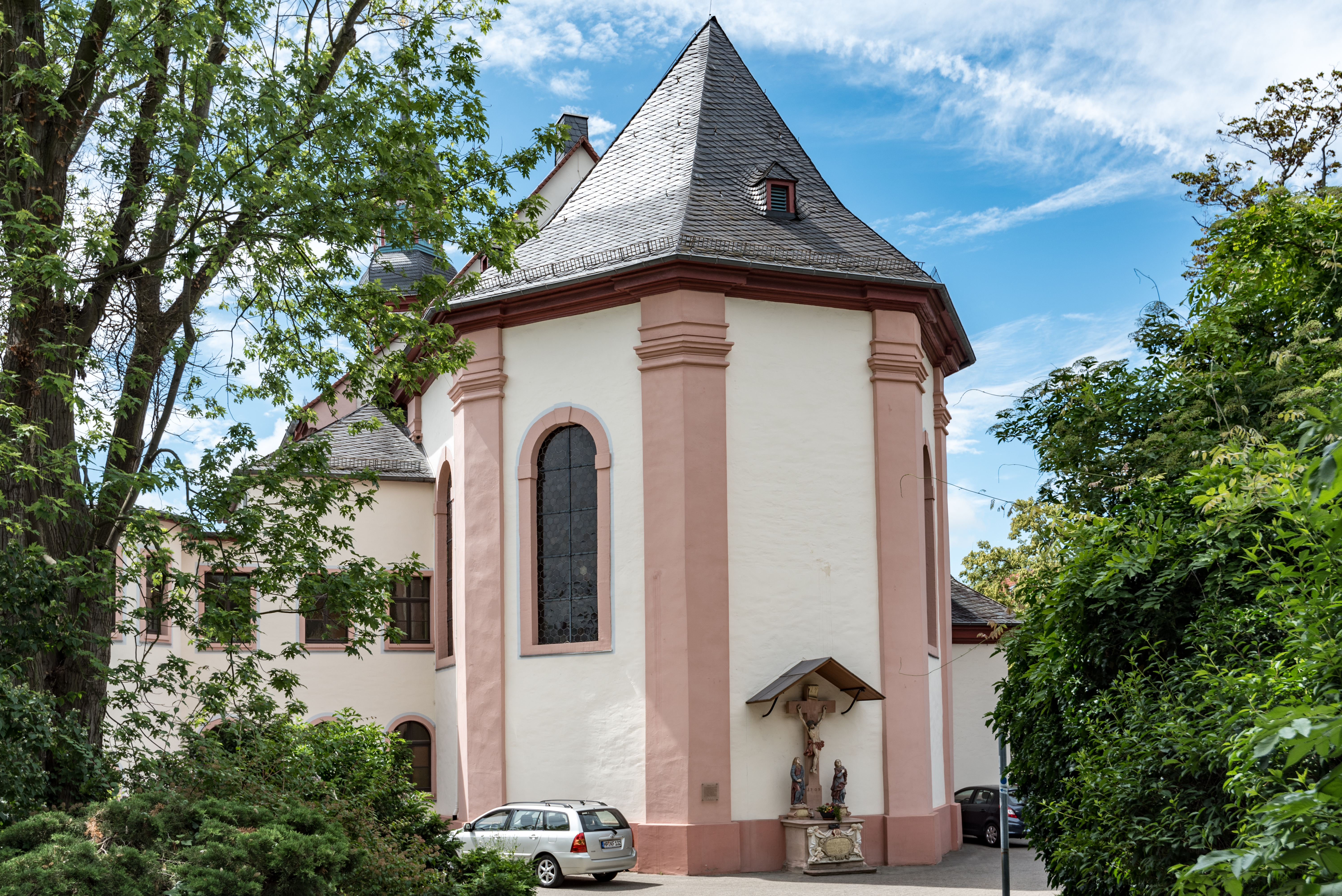
Ostansicht der Kirche mit Blick auf den Chor
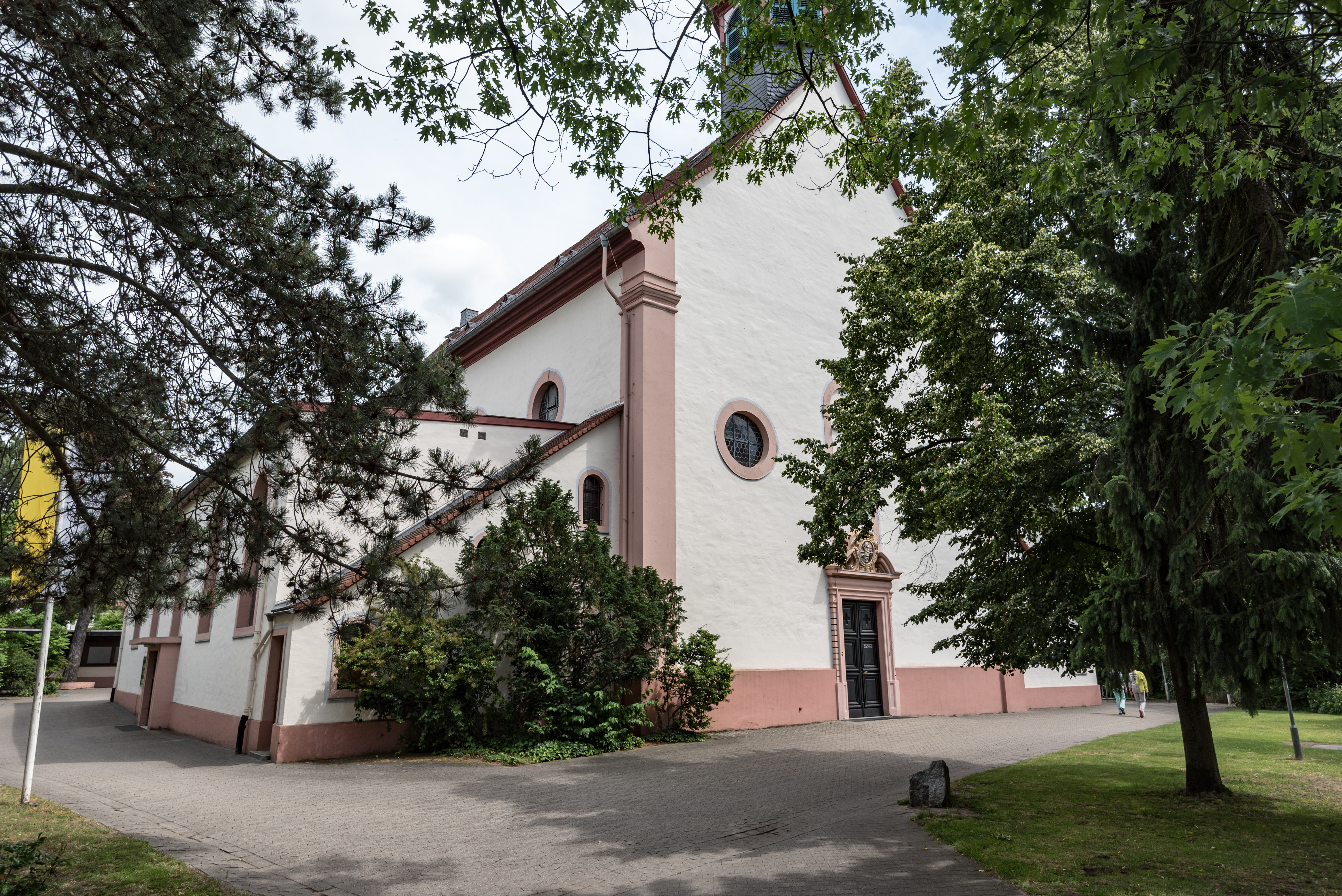
Nordwestansicht der Kirche mit Blick auf das Kirchenschiff

## Orgel

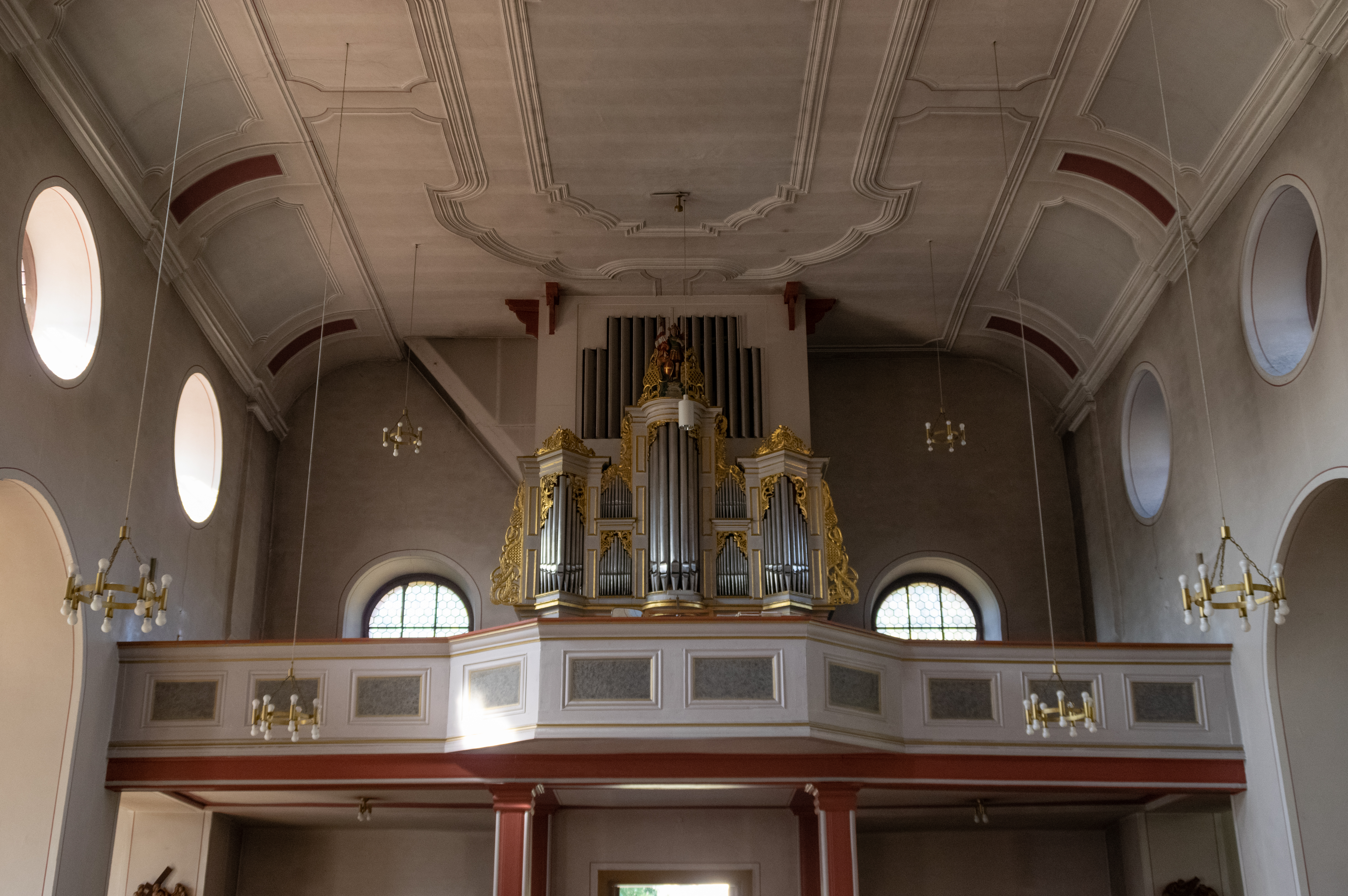
Stumpf-Orgel von 1971 im Prospekt von Johann Georg Otto (1742)

Die heutige Orgel der Kirche wurde 1971 von Gerhard Stumpf in Reinheim gefertigt. Das Instrument verfügt über 31 Register, verteilt auf zwei Manuale und Pedal. Für ihren Bau wurde der Prospekt der ersten Orgel von St. Nazarius wiederverwendet. Diese war 1742 von Johann Georg Otto in Würzburg angefertigt worden und hatte 14 Register auf einem Manual und Pedal besessen.
Eine erste Renovierung der Orgel fand 1994 statt und wurde von Otmar Börner aus Oberrodenbach vorgenommen. Dabei wurden die Windladen erneuert, zwei Register im Schwellwerk und Pedal ausgetauscht sowie ein Glockenspiel und ein Zimbelstern eingebaut.
Die Disposition lautet:
| I Hauptwerk C–g3 |               |       |
| 1.               | Bordun        | 16′   |
| 2.               | Principal     | 08′   |
| 3.               | Holzgedeckt   | 08′   |
| 4.               | Gamba         | 08′   |
| 5.               | Octave        | 04′   |
| 6.               | Flöte         | 04′   |
| 7.               | Quinte        | 2 ⁄3′ |
| 8.               | Nachthorn     | 02′   |
| 9.               | Mixtur III    | 1 ⁄3′ |
| 10.              | Scharff IV    | 01′   |
| 11.              | Kornett VI    | 08′   |
| 12.              | Trompete      | 08′   |
|                  | Röhrenglocken |       |
|                  | Zimbelstern   |       |

| II Schwellwerk C–g3 |               |        |
| 13.                 | Rohrflöte     | 08′    |
| 14.                 | Saliconal     | 08′    |
| 15.                 | Principal     | 04′    |
| 16.                 | Kleingedeckt  | 04′    |
| 17.                 | Principal     | 02′    |
| 18.                 | Quinte        | 1 ⁄3′  |
| 19.                 | Terz          | 1 3⁄5′ |
| 20.                 | Octävlein     | 01′    |
| 21.                 | Zimbel III–IV | 1⁄2′   |
| 22.                 | Dulzian       | 16′    |
| 23.                 | Vox humana    | 8′     |
| 24.                 | Clairon       | 4′     |
|                     | Tremulant     |        |

| Pedal C–f1 |                |         |
| 25.        | Subbass        | 16′     |
| 26.        | Octavbass      | 08′     |
| 27.        | Rohrpommer     | 08′     |
| 28.        | Choralbass II  | 4′ + 2′ |
| 29.        | Pedalmixtur IV | 02′     |
| 30.        | Posaune        | 16′     |
| 31.        | Trompete       | 08′     |

- Koppeln: II/I, I/P, II/P
- Zwei freie Kombinationen, Tutti, Crescendowalze, Zungen ab, Zungeneinzelabsteller

## Glocken
Das heutige Geläut von St. Nazarius setzt sich aus den im Folgenden genannten vier Glocken zusammen, die im Dachreiter der Kirche aufgehängt sind:
| Glockenname  | Gewicht    | Tonlage | Gussjahr | Glockengießer           |
| ------------ | ---------- | ------- | -------- | ----------------------- |
| St. Nazarius | ca. 400 kg | gis′ -3 | 1798     | Lucas Speck, Heidelberg |
| St. Marien   | 220 kg     | ais′ +4 | 1804     | Lucas Speck, Heidelberg |
| St. Peter    | 160 kg     | dis″ -5 | 1948     | A. Bachert, Heilbronn   |
| Kreuzglocke  | 125 kg     | e″ -4   | 1788     | Gießhütte Roth, Mainz   |